# Wierzbówka (Dmosin Drugi)
Wierzbówka – część wsi Dmosin Drugi w Polsce położonej w województwie łódzkim, w powiecie brzezińskim, w gminie Dmosin.
W latach 1975–1998 miejscowość administracyjnie należała do województwa skierniewickiego.